# Marianne Barr
Ingrid Marianne Barr, född 18 december 1905 i Maria Magdalena församling i Stockholm, död 5 december 1989 i Enskede församling, var en svensk romanförfattare. Hon var dotter till Knut Barr. De är begravda på Sandsborgskyrkogården i Stockholm.